# Ulrich Paul Albert Graf
Ulrich Paul Albert Graf (ur. 6 lutego 1908 w Wolgast; zm. 11 września 1954 w Düsseldorfie) – niemiecki matematyk i geodeta, profesor Politechniki Gdańskiej, wówczas znanej jako Technische Hochschule Danzig; kierownik Instytutu Geodezji i Geometrii na tej uczelni (1938–1945).

## Życiorys
Ulrich Graf był synem właściciela fabryki Wolgaster, Alberta Grafa (1866-1937) i jego żony Helene, z domu Laffert (* 1878). Od 1926 studiował matematykę, fizykę i filozofię na Politechnice i Uniwersytecie w Berlinie. Tamże jego nauczycielami byli Georg Hamel, Georg Scheffers, R. Rothe i Karl Metzner. W 1931 roku został inżynierem i zdał pierwszy egzamin państwowy na wyższe zawody nauczycielskie z matematyki i fizyki. Od 1932 był doktorem inżynierii lądowej. Następnie pracował jako asystent Ericha Salkowskiego w TH Berlin, gdzie został habilitowany w 1934 roku.
W 1938 r. został profesorem nadzwyczajnym Politechniki w Gdańsku, w następnym roku profesorem zwyczajnym, a do końca II wojny światowej był dyrektorem Instytutu Geodezji i Geometrii. W Gdańsku opublikował liczne prace z zakresu geometrii, fotogrametrii i kartografii oraz kilka podręczników.
W wyniku wojny stracił rodzinę i majątek w Gdańsku, a w 1945 r. i musiał opuścić miasto. W następnych latach pracował w Royal Navy, wykładał na Christian Albrechts University w Kilonii, a następnie pracował dla francuskiej marynarki wojennej.
Dzięki przydzieleniu dydaktycznemu do Akademii Technicznej w Wuppertalu, podjął badania na większą skalę w zakresie statystyki matematycznej, które od 1949 r. stały się jego głównym polem działania. Opublikował, w części we współpracy z HJ Hennings, około 20 pism i kilka książek o nowoczesnych metodach statystycznych. Założył Komitet ds. Statystyki Technicznej, opowiedział się za ściślejszą współpracą z przemysłem i reprezentował Niemcy w Paryżu w OEEC. Do 1952 r. wykładał na Uniwersytecie Ottona Friedricha w Bambergu, a następnie (przez Stowarzyszenie niemieckich pracowników hutnictwa żelaza i stali) był obecny w Instytucie Hutniczym VDEh w Düsseldorfie. W 1953 został mianowany profesorem honorowym na Uniwersytecie w Münster.